# Taylor
För andra betydelser, se Taylor (olika betydelser).
Taylor är ett engelskt efternamn.

## Personer med efternamnet
- Angelo Taylor (född 1978), amerikansk friidrottare
- Charles Taylor (född 1948), liberiansk före detta krigsherre och president
- Dag Taylor (1962–2014), svensk sångare och dansare
- Dennis Taylor (född 1949), nordirländsk före detta snookerspelare
- Elizabeth Taylor (1932–2011), amerikansk skådespelerska
- Frederick Winslow Taylor (1856–1915), amerikansk ingenjör som låg bakom taylorismen
- Gene Taylor (1952–2021), amerikansk bluespianist
- James Taylor (född 1948), amerikansk sångare, låtskrivare och gitarrist
- Jeffery Taylor (född 1989), svensk basketspelare
- Jeri Taylor (1938–2024), amerikansk manusförfattare
- Kenneth Taylor (1954–2019), amerikansk filosof
- Larry Taylor (1942–2019), amerikansk musiker, basist i bandet Canned Heat
- Roger Taylor (född 1949), brittisk musiker, känd som trummis i rockbandet Queen
- Ron Taylor (1952–2002), en amerikansk skådespelare
- Russi Taylor (1944–2019), amerikansk röstskådespelare
- Steven Taylor (född 1986), engelsk fotbollsspelare
- Tareq Taylor (född 1969), svensk kock
- Zachary Taylor (1784–1850), USA:s president 1849–1850